# Poseidonia (Grecia)
Poseidonia (in greco Ποσειδωνία?) è un ex comune della Grecia nella periferia dell'Egeo Meridionale (unità periferica di Syra) con 3 006 abitanti secondo i dati del censimento 2001.
È stato soppresso a seguito della riforma amministrativa, detta Programma Callicrate, in vigore dal gennaio 2011 ed è ora compreso nel comune di Syra-Ermoupoli.
È situato sull'isola di Siro ed era compreso nella prefettura delle Cicladi.